# Jacek Goerlitz
Jacek Goerlitz (ur. 15 marca 1954 w Bojanowie) – polski żużlowiec.
Sport żużlowy uprawiał w latach 1972–1981, reprezentując barwy klubów Śląska Świętochłowice (1972–1975) oraz Kolejarza Opole (1976–1981). Dwukrotnie zdobył medale drużynowych mistrzostw Polski: srebrny (1973) oraz brązowy (1972). 
Finalista indywidualnych mistrzostw Polski (Gorzów Wielkopolski 1974 – VIII miejsce). Trzykrotny finalista młodzieżowych indywidualnych mistrzostw Polski (Zielona Góra 1973 – VII miejsce, Opole 1976 – XIV miejsce, Bydgoszcz 1977 – srebrny medal). Trzykrotny finalista mistrzostw Polski par klubowych (Bydgoszcz 1974 – IV miejsce, Gniezno 1979 – V miejsce, Toruń 1981 – brązowy medal). Dwukrotny finalista serii turniejów o Złoty Kask (1979 – VIII miejsce, 1980 – VIII miejsce). Dwukrotny finalista serii turniejów o Srebrny Kask (1973 – VII miejsce, 1975 – VI miejsce). Dwukrotny finalista drużynowego Pucharu Polski (1979 – III miejsce, 1980 – II miejsce).